# Ramdane Abane
Ramdane Abane (ur. 10 czerwca 1920 w Azouza, zm. 1957 w Maroku) – algierski polityk i działacz, jeden z założycieli Frontu Wyzwolenia Narodowego i liderów w czasie algierskiej wojny o niepodległość. 
Był z pochodzenia Kabylem. Urodził się w wiosce Azouza, w regionie Larbaâ Nath Irathen. Mimo niskiego pochodzenia, udało mu się ukończyć studia matematyczne z tytułem bakalaureata. Później pracował jako urzędnik we francuskiej administracji kolonialnej w mieście Chelghoum Laïd. W czasie II wojny światowej służył w armii francuskiej jako oficer. W 1943 roku rozpoczął działalność polityczną, mając na celu uzyskanie przez Algierię niepodległości. Związał się wówczas z Algierską Partią Ludową. W 1947 roku został jednym z liderów Mouvement pour le Triomphe des Libertés Démocratiques, działającej w regionie Satifu. W 1950 został aresztowany za swoją działalność w powiązanej z ruchem, paramilitarnej Organisation spéciale. Został wówczas skazany na sześć lat pozbawienia wolności. Karę odbywał w więzieniu na terenie departamentu Górny Ren. W 1955 roku został zwolniony. Po powrocie do ojczyzny przyłączył się do Frontu Wyzwolenia Narodowego i zajmował się rekrutacją nowych członków ruchów narodowowyzwoleńczych.   
Jest szczególnie ceniony za rolę jaką odegrał w czasie kongresu w dolinie Soummam, który odbył się 20 sierpnia 1956. Kongresowi, pod jego przywództwem, udało się sformować zaplecze polityczne dla walczących z Francuzami ruchów narodowowyzwoleńczych. Był zwolennikiem przejęcia przez cywilną część Front Wyzwolenia Narodowego kontroli nad oddziałami rebelianckimi. Wywołało to sprzeciw ze strony części organizacji nacjonalistycznych. W wyniku wewnętrznych tarć między partyzantami i przywódcami ruchu niepodległościowego, Abane musiał uciekać do Maroka. Tam został zamordowany w 1957 roku przez zamachowców. Prawdopodobnie zamach zorganizowali wojskowi liderzy Frontu Wyzwolenia Narodowego. Jego śmierć i kampania skierowana przez wojskowych przeciwko cywilnym liderom ruchu niepodległościowego, doprowadziła do przejęcia kontroli nad powstaniem przez wojsko. Z racji tego, Abane, był przez długi czas przedstawiany jako zdrajca i wywrotowiec. We współczesnej Algierii został jednak zrehabilitowany i jest uważany za bohatera. Parę lat po jego śmierci, sprowadzono ciało z Maroka i pochowano je w rodzinnej wsi.    